# 大石一雄
大石 一雄（おおいし かずお、1955年2月23日 - ）は、日本の玩具工業デザイナー。
東京都出身。プレックスに所属し、超合金をはじめとする男児キャラクター商品デザインに数多く携わった。

## 来歴
少年時代から車や飛行機を描くのを好み、『サンダーバード』や映画『2001年宇宙の旅』を見て、宇宙船の設計に憧れを持ち、工業デザインにも目覚める。少年時代から居住している世田谷区周辺には円谷プロ、東宝ビルト、栄スタジオ、エキスプロなど特撮関連のプロダクションが数多く存在し放課後によく見学に訪れ特撮製作の現場にも親しんだ。高校時代から工業デザイナーを志望し、大学は日本大学芸術学部美術学科工業デザインコースに入学する。
卒業後、工業デザイン事務所に入社し、時計、電話機、文具等のデザインに関わる。
1981年、ポピーのデザイン子会社として設立されたポピー企画室（現プレックス）に入社。マシンロボシリーズ、スーパー戦隊シリーズ、メタルヒーローシリーズにデザイナーとして関わった。超合金の生みの親である村上克司の直弟子。

## デザインワークス
マシンロボシリーズマシンロボ 600　MR-06ハイウェイロボ、MR-07スーパーカーロボ、MR-08バギーロボ、MR-11ブルドーザーロボ、MR-17ドリルロボ、MR-23ミサイルタンクロボ、MR-29ユーフォーロボ、MR-33サブマリンロボ、MR-36ミキサーロボ、MR-DXジェットギャリー、MR-DXバトルベース、デビルインベーダーシリーズMRD-101キャスモドン、MRD-102ファルゴスをデザイン。
実写ヒーロー番組のキャラクターデザインの初仕事は『宇宙刑事ギャバン』のサイドカー、サイバリアン。ギラン円盤下部のデザインも同時期に手掛けた。
スーパー戦隊シリーズには『大戦隊ゴーグルファイブ』の後楽園基地のデザイン案が初参加。『電撃戦隊チェンジマン』のチェンジロボの玩具用デザインを経て、『超新星フラッシュマン』からメインデザイナーに昇格し、後年はデザインマネージャーとして活躍した。

## 参考資料
- 大石一雄 - OB,OG 仕事/作品-ギャラリー (NUDN)
- 『マシンロボ ウェッジ』ミリオン出版　2005年10月31日
- 『超合金魂 ポピー・バンダイキャラクター玩具25年史』徳間書店
- 『スーパー戦隊Walker シリーズ40作記念』構成：五十嵐浩司（TARKUS）、KADOKAWA、2016年4月12日。ISBN 978-4-04-894758-9。